# Casa Duró
La casa Duró, o más conocida como la casa de los Álvarez Castañón, ubicada en Mieres (Asturias, España) es una casona urbana, edificada probablemente en el siglo XVII aunque ha sufrido remodelaciones en sus fachada laterales. Tiene planta cuadrada, cubierta a cuatro aguas y gran alero saliente.
El frente principal está dividido en dos tramos; uno compacto, en el que se abren dos huecos adintelados; y otro diáfano, abierto, en el piso inferior y con galería acristalada en el superior.
La casa está realizada con mampostería y sillería arenisca para enmarque de vanos y cadenas esquineras. El piso superior está recubierto de un acabado que imita la sillería.
Se conserva un escudo en la parte superior de la fachada sus descendientes se fueron a la comarca de Gordón en León, donde se ramificaron y se unieron a varios linajes del norte de León, como los Villafañe, Álvarez de Miranda, Quirós o Quintanillas etc.
En 2012, el Ayuntamiento de Mieres cerró al público de una manera permanente la Casa Duró.